# Moraea stricta
Moraea stricta är en irisväxtart som beskrevs av John Gilbert Baker. Moraea stricta ingår i släktet Moraea och familjen irisväxter. Inga underarter finns listade i Catalogue of Life.